# Els que no perdonen
Els que no perdonen (títol original en anglès: The Unforgiven) és una pel·lícula estatunidenca dirigida per John Huston, estrenada el 1960. Ha estat doblada al català.

## Argument[2]
Ben Zachary torna de Wichita amb homes contractats per ocupar-se del ramat del qual és propietari amb Zeb Rawlins, un granger veí. Troba la seva germana adoptiva Rachel, que viu amb la seva mare i els seus germans. Rachel ha estat recollida bebè per Zachary pare, mort després pels indis Kiowas defensant la seva granja i el seu bestiar. Als voltants, roda un vell altiu solitari, fantàstic i potser una mica desendreçat, que parla de venjança i fa córrer el rumor que Rachel seria un d'indi. Poc després, tres indis es presenten pacíficament davant la granja Zachary i proposen a Ben canviar Rachel per alguns cavalls; aquest refusa però n'informa la seva mare i els seus germans i germana. Alguns cow-boys cada vegada estan més persuadits que Rachel és una india i en parlen a Zeb Rawlins. Aquest els refusa. Charlie, el fill de Zeb, enamorat de Rachel, la demana en matrimoni. En el camí de tornada, és mort per indis. La mare Rawlins rebutja amb horror Rachel que ve a presentar-li el seu condol i, convençuda que és indirectament responsable de la mort de Charlie, l'acusa en termes violents de ser una squaw. 
 Comprenent que les xafarderies del vell altiu solitari sobre l'origen indi de Rachel han fet forat en els criadors de la regió i particularment en l'esperit dels Rawlins, Ben decideix capturar el vell altiu per fer-ho parlar. Amb la corda al voltant del coll, el cavaller solitari explica que Rachel va ser trobada per Zachary pare en un campament indi després que aquest va ser destrossat, com a represàlia, per ells dos i altres pioners blancs, que una mica més tard els indis li van agafar el seu fill, que ha demanat llavors a Zachary pare de tornar Rachel als Kiowas a canvi de l'alliberament del seu fill però que Zachary pare es va negar. Després, el cavaller té set de venjança contra l'índia Rachel i els qui l'han adoptat. 
 El clan Rawlins demana als Zachary que retornin Rachel als Kiowas; els Zachary ho refusen, i es troben al ban de la comunitat.

## Repartiment
- Burt Lancaster: Ben Zachary
- Audrey Hepburn: Rachel Zachary
- Audie Murphy: Cash Zachary
- Lillian Gish: Mattilda Zachary
- Doug McClure: Andy Zachary
- John Saxon: Johnny Portugal
- Charles Bickford: Zeb Rawlins
- Albert Salmi: Charlie Rawlins
- Joseph Wiseman: Abe Kelsey
- June Walker: Hagar Rawlins
- Kipp Hamilton: Georgia Rawlins
- Arnold Merritt: Jude Rawlins
- Carlos Rivas: Lost Bird

## Al voltant de la pel·lícula
- El rodatge es va desenvolupar a Durango, Mèxic.
- Audrey Hepburn, llavors embarassada de mesos, va quedar ferida a l'esquena en caure d'un cavall.[3] Després d'haver passat sis setmanes a l'hospital, va reprendre el seu paper amb una cotilla ortopèdica,[3] una minerva i nous vestits per amagar-la. Desgraciadament, alguns mesos més tard, va patir un avortament, que alguns van imputar a l'accident en el rodatge d'aquesta pel·lícula. Audrey Hepburn mai no el va acusar, però el cineasta s'ho ha retret personalment.[4] La resta de les escenes d'Audrey van ser rodades amb una doble. John ha reconegut en les seves memòries detestar aquesta pel·lícula, no veient, sens dubte basant-se en la seqüència final, més que una "banal pel·lícula d'acció", allà on volia rodar resoludament una pel·lícula "contra el racisme".